# Clematis uncinata
Clematis uncinata là một loài thực vật có hoa trong họ Mao lương. Loài này được Champ. ex Benth. mô tả khoa học đầu tiên năm 1851.